# Manuel Marrero Cruz
Manuel Marrero Cruz cũng gọi là Manuel Marrero (sinh ngày 11 tháng 7 năm 1963) hiện là Thủ tướng đương nhiệm của nước Cộng hòa Cuba kể từ khi Cuba phục hồi chức vụ Thủ tướng vào tháng 12 năm 2019 sau khi bãi bỏ chức vụ này trong 43 năm, từ năm 1976 đến năm 2019. Người giữ chức vụ Thủ tướng cuối cùng trước khi bãi bỏ năm 1976 là cựu lãnh đạo cách mạng của đất nước, Fidel Castro. Trước khi được bầu vào chức vụ Thủ tướng vừa được tái lập, Manuel Marrero là Bộ trưởng Bộ Du lịch Cuba. Có một thời gian ông làm kiến trúc sư, và từng giữ quân hàm đại tá trong quân đội Cuba.

## Thủ tướng Cuba

### Bổ nhiệm
Sau cuộc trưng cầu dân ý về hiến pháp Cuba năm 2019, chức vụ Thủ tướng Cuba đã được khôi phục lại kể từ năm 1976. Chủ tịch Cuba Miguel Díaz-Canel chính thức đề cử Marrero làm Thủ tướng và ông được Quốc hội nhất trí phê chuẩn.
Giới hạn nhiệm kỳ đối với các thủ tướng theo hiến pháp mới của Cuba là 5 năm.
Ông có một chuyến thăm vào Việt Nam từ ngày 28 tháng 9 năm 2022 và được nhận Huân chương Hồ Chí Minh.